# Łysa Wyspa
Łysa Wyspa (do 1945 niem. Kahleberg) – wyspa oddzielająca na Zatokę Nowowarpieńską od Zalewu Szczecińskiego. Znajduje się w powiecie polickim, na terenie miasta Nowe Warpno, przy granicy polsko-niemieckiej.

## Charakterystyka
Łysa Wyspa rozdziela dwie cieśniny, łączące Zatokę Nowowarpieńską z Zalewem Szczecińskim. Oddalona jest o ok. 300 m od miejscowości Altwarp w Niemczech, nieco dalej od Nowego Warpna i dzielnicy Podgrodzie. Powierzchnia 8 ha, wyspa w całości wchodzi w skład użytku ekologicznego „Łysa Wyspa”, powołanego do ochrony przez Europejską Unię Ochrony Wybrzeża.
Nazwę Łysa Wyspa wprowadzono urzędowo rozporządzeniem w 1949 roku, zastępując poprzednią niemiecką nazwę wyspy – Kahleberg. 

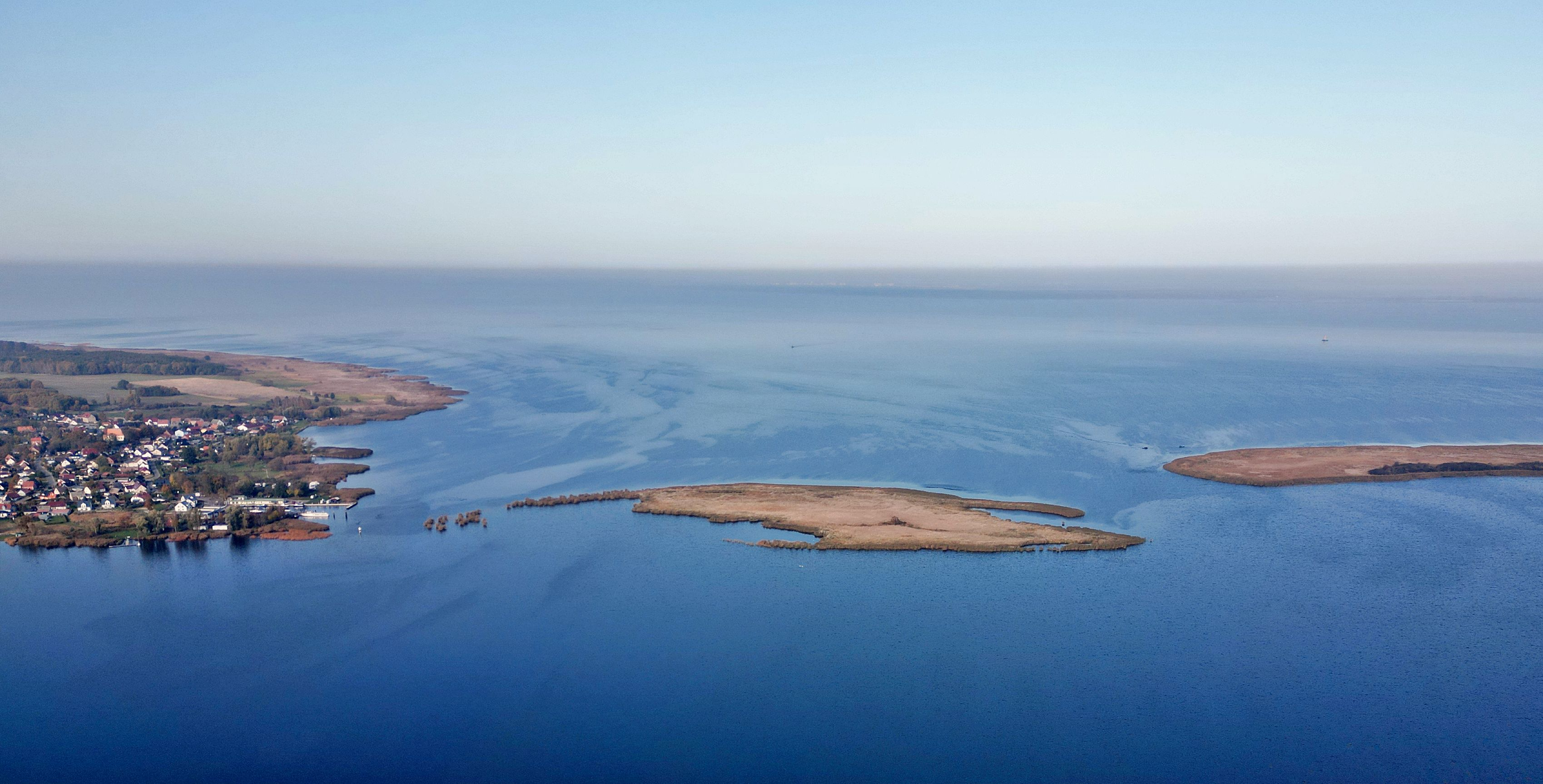
Łysa Wyspa (widok od strony południowej). Po lewej stronie widoczny Altwarp, po prawej Półwysep Grodzki